# إدوارد جي. كيلي
إدوارد جي. كيلي هو سياسي أمريكي، ولد في 1883، وتوفي في 13 مايو 1960 في نوروولك في الولايات المتحدة. نشط حزبياً في الحزب الديمقراطي. وقد انتخب عضو مجلس ولاية كونيتيكت ‏.